# Auguste Cornu
Pour les articles homonymes, voir Cornu.

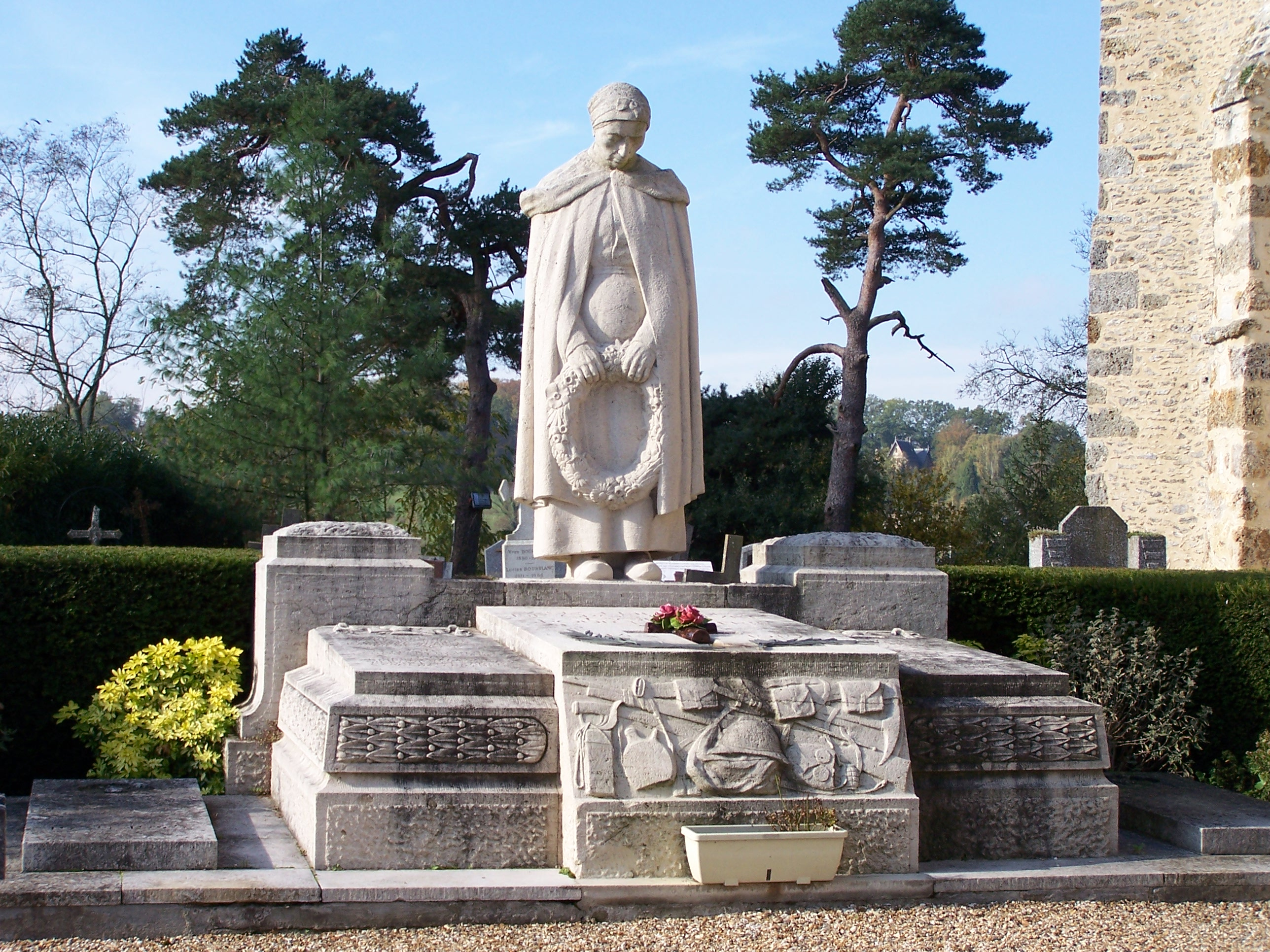
Monument aux morts de Grosrouvre par Auguste Cornu

Auguste Claude Gustave Cornu, né le 10 octobre 1876 dans le 15e arrondissement de Paris et mort le 30 mars 1949   à Cassis, est un statuaire français.

## Biographie
Élève d'Alexandre Falguière et d'Auguste Rodin, il expose à la Société nationale des beaux-arts de 1906 à 1925, remporte le Prix national, le Prix Piot et le prix Rothschild et est nommé chevalier de la Légion d'honneur.

## Œuvres
Liste donnée par Édouard-Joseph, op.cit, p. 317
- Grosrouvre : Monument aux morts
- La Ciotat : Monument à Eugène Mouton[4]
- Vieille Lavaudière (bois)
- Christ (Église Saint-Léon, Paris)